# Wereldkampioenschappen zwemmen 2013 – 4×100 meter wisselslag mannen
De 4×100 meter wisselslag voor mannen op de wereldkampioenschappen zwemmen 2013 in Barcelona vond plaats op 4 augustus 2013, series en finale. Na afloop van de series kwalificeren de acht snelste ploegen zich voor de finale.

## Records
Voorafgaand aan het toernooi waren dit het wereldrecord en het kampioenschapsrecord
| Wereldrecord         | Verenigde Staten Aaron Peirsol Eric Shanteau Michael Phelps David Walters | 3.27,28 | Rome | 2 augustus 2009 |
| Kampioenschapsrecord | Verenigde Staten Aaron Peirsol Eric Shanteau Michael Phelps David Walters | 3.27,28 | Rome | 2 augustus 2009 |

## Uitslagen

### Series
| Rang | Serie | Baan | Namen                                                                    | Land                | Tijd    | Bijz. |
| ---- | ----- | ---- | ------------------------------------------------------------------------ | ------------------- | ------- | ----- |
| 1    | 3     | 4    | David Plummer Nicolas Fink Eugene Godsoe Jimmy Feigen                    | Verenigde Staten    | 3:32.72 | Q     |
| 2    | 3     | 5    | Ashley Delaney Christian Sprenger Kenneth To Cameron McEvoy              | Australië           | 3:33.64 | Q     |
| 2    | 3     | 6    | Vladimir Morozov Kirill Strelnikov Nikolaj Skvortsov Nikita Lobintsev    | Rusland             | 3:33.64 | Q     |
| 4    | 2     | 3    | Camille Lacourt Giacomo Perez Dortona Jérémy Stravius Fabien Gilot       | Frankrijk           | 3:34.04 | Q     |
| 5    | 2     | 4    | Ryosuke Irie Kosuke Kitajima Takuro Fujii Shinri Shioura                 | Japan               | 3:34.25 | Q     |
| 6    | 1     | 6    | Mirco di Tora Fabio Scozzoli Matteo Rivolta Marco Orsi                   | Italië              | 3:34.29 | Q     |
| 7    | 2     | 5    | László Cseh Dániel Gyurta Bence Pulai Krisztián Takács                   | Hongarije           | 3:34.64 | Q     |
| 8    | 1     | 5    | Felix Wolf Hendrik Feldwehr Steffen Deibler Dimitri Colupaev             | Duitsland           | 3:34.91 | Q     |
| 9    | 1     | 4    | Chris Walker-Hebborn Ross Murdoch Michael Rock Adam Brown                | Verenigd Koninkrijk | 3:35.23 |       |
| 10   | 1     | 3    | Xu Jiayu Gu Biaorong Wu Peng Lü Zhiwu                                    | China               | 3:35.95 |       |
| 11   | 2     | 6    | Darren Murray Cameron van der Burgh) Chad le Clos Leith Shankland        | Zuid-Afrika         | 3:36.22 |       |
| 12   | 3     | 2    | Leonardo de Deus Felipe Lima Nicholas Santos Marcelo Chierighini         | Brazilië            | 3:36.31 |       |
| 13   | 2     | 1    | Danas Rapšys Giedrius Titenis Tadas Duškinas Mindaugas Sadauskas         | Litouwen            | 3:36.72 |       |
| 14   | 3     | 3    | Gareth Kean Glenn Snyders Shaun Burnett Matthew Stanley                  | Nieuw-Zeeland       | 3:37.70 |       |
| 15   | 3     | 7    | Charles Francis Richard Funk Coleman Allen Luke Peddie                   | Canada              | 3:38.76 |       |
| 16   | 1     | 2    | Jonatan Kopelev Imri Ganiel Yakov-Yan Toumarkin Nimrod Shapira Bar-Or    | Israël              | 3:39.31 |       |
| 17   | 2     | 7    | Pavel Sankovich Viktar Vabishchevich Yauhen Tsurkin Ihar Boki            | Wit-Rusland         | 3:40.75 |       |
| 18   | 1     | 7    | Martin Baďura Petr Bartůněk Martin Žikmund Martin Verner                 | Tsjechië            | 3:41.49 |       |
| 19   | 2     | 8    | Guven Duvan Demir Atasoy İskender Baslakov Doğa Çelik                    | Turkije             | 3:43.71 |       |
| 20   | 3     | 8    | Shin Hee-Woong Choi Kyu-Woong Chang Gyu-Cheol Yang Jung-Doo              | Zuid-Korea          | 3:44.08 |       |
| 21   | 1     | 1    | Ezequiel Trujillo David Oliver Mercado Ramiro Ramírez Alejandro Escudero | Mexico              | 3:45.39 |       |
| 22   | 3     | 1    | Mohamed Khaled Mohamed Gadallah Marwan Adel Marwan Ismail                | Egypte              | 3:46.31 | NR    |
|      | 2     | 2    | Radosław Kawęcki Dawid Szulich Paweł Korzeniowski Konrad Czerniak        | Polen               |         | DSQ   |

### Finale
| Rang   | Baan | Namen                                                                  | Land             | Tijd    | Bijz. |
| ------ | ---- | ---------------------------------------------------------------------- | ---------------- | ------- | ----- |
| Goud   | 6    | Camille Lacourt Giacomo Perez Dortona Jérémy Stravius Fabien Gilot     | Frankrijk        | 3.31,51 |       |
| Zilver | 5    | Ashley Delaney Christian Sprenger Tommaso D'Orsogna James Magnussen    | Australië        | 3.31,64 |       |
| Brons  | 2    | Ryosuke Irie Kosuke Kitajima Takuro Fujii Shinri Shioura               | Japan            | 3.32,26 |       |
| 4      | 3    | Vladimir Morozov Kirill Strelnikov Jevgeni Korotysjkin Andrej Gretsjin | Rusland          | 3.32,74 |       |
| 5      | 8    | Felix Wolf Hendrik Feldwehr Philip Heintz Steffen Deibler              | Duitsland        | 3.33,97 |       |
| 6      | 7    | Mirco di Tora Fabio Scozzoli Matteo Rivolta Marco Orsi                 | Italië           | 3.34,06 |       |
| 7      | 1    | László Cseh Dániel Gyurta Bence Pulai Krisztián Takács                 | Hongarije        | 3.34,09 |       |
|        | 4    | Matt Grevers Kevin Cordes Ryan Lochte Nathan Adrian                    | Verenigde Staten |         | DSQ   |